# Donald Mackintosh
Donald Mackintosh (* 10. Oktober 1877 in Glasnacardoch, Mallaig, Inverness-shire, Schottland, Vereinigtes Königreich; † 8. Dezember 1943 in Bearsden, Glasgow Schottland, Vereinigtes Königreich) war ein schottischer römisch-katholischer Geistlicher.
Mackintosh wurde am 1. November 1900 zum Priester für das Erzbistum Glasgow geweiht. Papst Benedikt XV. ernannte ihn am 24. Februar 1922 zum Erzbischof von Glasgow. Gaetano De Lai, Kardinalbischof von Sabina, spendete ihn am 21. Mai 1922 in Scot College in Rom die Bischofsweihe. Mitkonsekratoren waren Henry Grey Graham, Weihbischof in Saint Andrews and Edinburgh, und Donald Martin, Bischof von Argyll and the Isles.